# Hannoverscher Sportverein von 1896 2008-2009
Questa voce raccoglie le informazioni riguardanti il Hannoverscher Sportverein von 1896 nelle competizioni ufficiali della stagione 2008-2009.

## Stagione
Nella stagione 2008-2009 l'Hannover, allenato da Dieter Hecking, concluse il campionato di Bundesliga al 11º posto. In Coppa di Germania l'Hannover fu eliminato al secondo turno dallo Schalke 04.

## Rosa
| N. |                        | Ruolo | Calciatore         |
| -- | ---------------------- | ----- | ------------------ |
| 1  | Germania (bandiera)    | P     | Robert Enke        |
| 27 | Germania (bandiera)    | P     | Florian Fromlowitz |
| 30 | Germania (bandiera)    | P     | Morten Jensen      |
|    | Germania (bandiera)    | P     | Marcel Maluck      |
| 28 | Nigeria (bandiera)     | D     | Leon Balogun       |
| 6  | Stati Uniti (bandiera) | D     | Steve Cherundolo   |
| 5  | Svizzera (bandiera)    | D     | Mario Eggimann     |
| 22 | Germania (bandiera)    | D     | Frank Fahrenhorst  |
| 37 | Germania (bandiera)    | D     | Patrick Herrmann   |
| 31 | Germania (bandiera)    | D     | Tim Hofmann        |
| 39 | Germania (bandiera)    | D     | Johannes Ibelherr  |
| 25 | Francia (bandiera)     | D     | Valérien Ismaël    |
| 19 | Germania (bandiera)    | D     | Christian Schulz   |
| 18 | Germania (bandiera)    | D     | Michael Tarnat     |
| 2  | Brasile (bandiera)     | D     | Vinícius Bergantin |
| 3  | Danimarca (bandiera)   | C     | Leon Andreasen     |
| 14 | Germania (bandiera)    | C     | Hanno Balitsch     |
| 33 | Turchia (bandiera)     | C     | Ferhat Bıkmaz      |

| N. |                        | Ruolo | Calciatore          |
| -- | ---------------------- | ----- | ------------------- |
| 10 | Paesi Bassi (bandiera) | C     | Arnold Bruggink     |
| 36 | Germania (bandiera)    | C     | Hendrik Hahne       |
| 17 | Francia (bandiera)     | C     | Gaetan Krebs        |
| 20 | Polonia (bandiera)     | C     | Jacek Krzynówek     |
| 8  | Albania (bandiera)     | C     | Altin Lala          |
| 34 | Russia (bandiera)      | C     | Konstantin Rausch   |
| 26 | Germania (bandiera)    | C     | Jan Rosenthal       |
| 33 | Germania (bandiera)    | C     | Manuel Schmiedebach |
| 35 | Germania (bandiera)    | C     | Bastian Schulz      |
| 7  | Germania (bandiera)    | C     | Sérgio Pinto        |
| 23 | Bulgaria (bandiera)    | C     | Čavdar Jankov       |
| 15 | Stati Uniti (bandiera) | C     | Salvatore Zizzo     |
| 32 | Finlandia (bandiera)   | A     | Mikael Forssell     |
| 9  | Germania (bandiera)    | A     | Mike Hanke          |
| 13 | Germania (bandiera)    | A     | Jan Schlaudraff     |
| 24 | Rep. Ceca (bandiera)   | A     | Jiří Štajner        |
| 38 | Turchia (bandiera)     | A     | Fatih Yiğituşağı    |

## Organigramma societario
Area tecnica
- Allenatore: Dieter Hecking
- Allenatore in seconda: Dirk Bremser
- Preparatore dei portieri: Jörg Sievers
- Preparatori atletici: Edward Kowalczuk

## Risultati

### Bundesliga

#### Girone di andata
| Arbitro: | Perl |

|                           |           |  |
| Bordon 2’ Kurányi 7’, 64’ | Marcatori |  |

| Hannover 22 agosto 2008, ore 20:30 CEST 2ª giornata | Hannover 96 | 0 – 0 referto | Energie Cottbus | AWD-Arena (34 636 spett.)\| Arbitro: \| Sippel \| |
| Arbitro:                                            | Sippel      |               |                 |                                                   |

| Arbitro: | Wagner |

|                            |           |  |
| Gómez 18’ Pardo 40’ (rig.) | Marcatori |  |

| Arbitro: | Schmidt |

|                                                          |           |            |
| Huszti 32’, 47’ Schlaudraff 44’, 67’ Forssell 86’ (rig.) | Marcatori | 54’ Friend |

| Arbitro: | Gräfe |

|                                |           |  |
| Rolfes 5’ Helmes 19’, 59’, 66’ | Marcatori |  |

| Arbitro: | Kircher |

|            |           |  |
| Huszti 23’ | Marcatori |  |

| Arbitro: | Stark |

|            |           |              |
| Valdez 10’ | Marcatori | 25’ Forssell |

| Arbitro: | Seemann |

|                        |           |                                                  |
| Schulz 47’ Štajner 63’ | Marcatori | 35’, 83’ Ibišević 69’ Obasi 72’ Salihović 80’ Ba |

| Arbitro: | Kinhöfer |

|           |           |             |
| Schulz 9’ | Marcatori | 41’ Almeida |

| Arbitro: | Brych |

|                                          |           |  |
| Pantelić 63’ Voronin 84’ Domovčijski 90’ | Marcatori |  |

| Arbitro: | Fandel |

|                                       |           |  |
| Schulz 5’ Schlaudraff 18’ Štajner 79’ | Marcatori |  |

| Arbitro: | Sippel |

|                       |           |                 |
| Geromel 42’ Sanou 71’ | Marcatori | 16’ Schlaudraff |

| Arbitro: | Kempter |

|                 |           |                       |
| Schlaudraff 62’ | Marcatori | 66’ (aut.) Fromlowitz |

| Arbitro: | Perl |

|                                           |           |  |
| Lymperopoulos 25’, 87’ Russ 40’ Fenin 90’ | Marcatori |  |

| Arbitro: | Kircher |

|                             |           |                             |
| Hanke 12’, 18’ Forssell 44’ | Marcatori | 48’ (rig.) Silva 87’ Stindl |

| Arbitro: | Kinhöfer |

|                                 |           |             |
| Zaccardo 32’ Štajner 63’ (aut.) | Marcatori | 59’ Štajner |

| Arbitro: | Fleischer |

|             |           |                |
| Štajner 32’ | Marcatori | 59’ Wichniarek |

#### Girone di ritorno
| Arbitro: | Brych |

|          |           |  |
| Pinto 8’ | Marcatori |  |

| Arbitro: | Gagelmann |

|                               |           |                 |
| Rangelov 39’, 69’ Angelov 74’ | Marcatori | 82’ Fahrenhorst |

| Arbitro: | Gräfe |

|                                        |           |                                     |
| Štajner 43’ Krzynówek 45’ Forssell 85’ | Marcatori | 7’ Gómez 22’ Lanig 88’ Hitzlsperger |

| Arbitro: | Perl |

|                                       |           |                      |
| Baumjohann 36’ Marin 43’ Neuville 83’ | Marcatori | 53’ Pinto 77’ Schulz |

| Arbitro: | Kinhöfer |

|              |           |  |
| Bruggink 33’ | Marcatori |  |

| Arbitro: | Drees |

|                                                               |           |             |
| Buyten 20’ Klose 25’ Altıntop 34’ Podolski 73’ Demichelis 89’ | Marcatori | 15’ Štajner |

| Arbitro: | Brych |

|                                                        |           |                                      |
| Štajner 42’ Bruggink 48’ Hanke 80’ Forssell 83’ (rig.) | Marcatori | 17’ (rig.), 65’ Frei 27’, 62’ Kringe |

| Arbitro: | Stark |

|                                 |           |                           |
| Teber 20’ (rig.) Wellington 84’ | Marcatori | 22’ Balitsch 74’ Eggimann |

| Arbitro: | Winkmann |

|                                 |           |               |
| Pizarro 40’, 80’, 84’ Diego 77’ | Marcatori | 69’ Krzynówek |

| Arbitro: | Kempter |

|                        |           |  |
| Hanke 30’ Bruggink 62’ | Marcatori |  |

| Arbitro: | Schmidt |

|                |           |                     |
| Petrić 2’, 52’ | Marcatori | 70’ (rig.) Forssell |

| Arbitro: | Wagner |

|                    |           |               |
| Andreasen 19’, 32’ | Marcatori | 47’ Novakovič |

| Arbitro: | Kircher |

|  |           |                           |
|  | Marcatori | 12’ Bruggink 32’ Balitsch |

| Arbitro: | Perl |

|             |           |             |
| Bruggink 9’ | Marcatori | 42’ Korkmaz |

| Arbitro: | Gräfe |

|                         |           |                                     |
| Iashvili 10’ Stindl 33’ | Marcatori | 42’ Pinto 45’ Forssell 64’ Balitsch |

| Arbitro: | Fandel |

|  |           |                                      |
|  | Marcatori | 14’, 54’, 79’ Džeko 33’, 36’ Grafite |

| Arbitro: | Kempter |

|                                   |           |                       |
| Eggimann 2’ (aut.) Wichniarek 90’ | Marcatori | 57’ Štajner 84’ Pinto |

### Coppa di Germania
| Arbitro: | Wagner |

|  |           |                                                          |
|  | Marcatori | 10’ Schlaudraff 47’ Balitsch 69’, 86’ Bruggink 77’ Hanke |

| Arbitro: | Drees |

|                     |           |  |
| Westermann 56’, 78’ | Marcatori |  |

## Statistiche

### Statistiche di squadra
| Competizione      | Punti | In casa | In casa | In casa | In casa | In casa | In casa | In trasferta | In trasferta | In trasferta | In trasferta | In trasferta | In trasferta | Totale | Totale | Totale | Totale | Totale | Totale | DR  |
| Competizione      | Punti | G       | V       | N       | P       | Gf      | Gs      | G            | V            | N            | P            | Gf           | Gs           | G      | V      | N      | P      | Gf     | Gs     | DR  |
| ----------------- | ----- | ------- | ------- | ------- | ------- | ------- | ------- | ------------ | ------------ | ------------ | ------------ | ------------ | ------------ | ------ | ------ | ------ | ------ | ------ | ------ | --- |
| Bundesliga        | 40    | 17      | 8       | 7       | 2       | 31      | 25      | 17           | 2            | 3            | 12           | 18           | 44           | 34     | 10     | 10     | 14     | 49     | 69     | -20 |
| Coppa di Germania | -     | 0       | 0       | 0       | 0       | 0       | 0       | 2            | 1            | 0            | 1            | 5            | 2            | 2      | 1      | 0      | 1      | 5      | 2      | +3  |
| Totale            | -     | 17      | 8       | 7       | 2       | 31      | 25      | 19           | 3            | 3            | 13           | 23           | 46           | 36     | 11     | 10     | 15     | 54     | 71     | -17 |

### Andamento in campionato
| Giornata  | 1  | 2  | 3  | 4  | 5  | 6  | 7  | 8  | 9  | 10 | 11 | 12 | 13 | 14 | 15 | 16 | 17 | 18 | 19 | 20 | 21 | 22 | 23 | 24 | 25 | 26 | 27 | 28 | 29 | 30 | 31 | 32 | 33 | 34 |
| --------- | -- | -- | -- | -- | -- | -- | -- | -- | -- | -- | -- | -- | -- | -- | -- | -- | -- | -- | -- | -- | -- | -- | -- | -- | -- | -- | -- | -- | -- | -- | -- | -- | -- | -- |
| Luogo     | T  | C  | T  | C  | T  | C  | T  | C  | C  | T  | C  | T  | C  | T  | C  | T  | C  | C  | T  | C  | T  | C  | T  | C  | T  | T  | C  | T  | C  | T  | C  | T  | C  | T  |
| Risultato | P  | N  | P  | V  | P  | V  | N  | P  | N  | P  | V  | P  | N  | P  | V  | P  | N  | V  | P  | N  | P  | V  | P  | N  | N  | P  | V  | P  | V  | V  | N  | V  | P  | N  |
| Posizione | 17 | 16 | 18 | 13 | 15 | 12 | 13 | 13 | 14 | 14 | 13 | 13 | 12 | 13 | 13 | 13 | 13 | 12 | 13 | 12 | 13 | 12 | 13 | 13 | 13 | 13 | 13 | 13 | 13 | 12 | 11 | 11 | 11 | 11 |

Legenda:

Luogo: C = Casa; T = Trasferta. Risultato: V = Vittoria; N = Pareggio; P = Sconfitta.

### Statistiche dei giocatori
| Giocatore       | Bundesliga | Bundesliga | Bundesliga  | Bundesliga | Coppa di Germania | Coppa di Germania | Coppa di Germania | Coppa di Germania | Totale   | Totale | Totale      | Totale     |
| Giocatore       | Presenze   | Reti       | Ammonizioni | Espulsioni | Presenze          | Reti              | Ammonizioni       | Espulsioni        | Presenze | Reti   | Ammonizioni | Espulsioni |
| --------------- | ---------- | ---------- | ----------- | ---------- | ----------------- | ----------------- | ----------------- | ----------------- | -------- | ------ | ----------- | ---------- |
| R. Enke         | 24         | 0          | 0           | 0          | 2                 | 0                 | 0                 | 0                 | 26       | 0      | 0           | 0          |
| F. Fromlowitz   | 10         | 0          | 0           | 1          | -                 | -                 | -                 | -                 | 10       | 0      | 0           | 1          |
| M. Jensen       | 1          | 0          | 0           | 0          | -                 | -                 | -                 | -                 | 1        | 0      | 0           | 0          |
| M. Maluck       | -          | -          | -           | -          | -                 | -                 | -                 | -                 | -        | -      | -           | -          |
| L. Balogun      | 1          | 0          | 0           | 0          | -                 | -                 | -                 | -                 | 1        | 0      | 0           | 0          |
| S. Cherundolo   | 17         | 0          | 3           | 0          | 1                 | 0                 | 0                 | 0                 | 18       | 0      | 3           | 0          |
| M. Eggimann     | 24         | 1          | 1           | 0          | 1                 | 0                 | 0                 | 0                 | 25       | 1      | 1           | 0          |
| F. Fahrenhorst  | 22         | 1          | 3           | 0          | 1                 | 0                 | 1                 | 0                 | 23       | 1      | 4           | 0          |
| P. Herrmann     | 3          | 0          | 0           | 0          | 1                 | 0                 | 0                 | 0                 | 4        | 0      | 0           | 0          |
| T. Hofmann      | -          | -          | -           | -          | -                 | -                 | -                 | -                 | -        | -      | -           | -          |
| J. Ibelherr     | -          | -          | -           | -          | -                 | -                 | -                 | -                 | -        | -      | -           | -          |
| V. Ismaël       | 4          | 0          | 0           | 0          | 1                 | 0                 | 0                 | 0                 | 5        | 0      | 0           | 0          |
| C. Schulz       | 31         | 3          | 6           | 0          | 1                 | 0                 | 0                 | 0                 | 32       | 3      | 6           | 0          |
| M. Tarnat       | 7          | 0          | 4           | 0          | -                 | -                 | -                 | -                 | 7        | 0      | 4           | 0          |
| Vinícius        | 11         | 0          | 2           | 0          | 2                 | 0                 | 0                 | 0                 | 13       | 0      | 2           | 0          |
| L. Andreasen    | 11         | 2          | 2           | 1          | -                 | -                 | -                 | -                 | 11       | 2      | 2           | 1          |
| H. Balitsch     | 30         | 3          | 10          | 0          | 2                 | 1                 | 0                 | 0                 | 32       | 4      | 10          | 0          |
| F. Bıkmaz       | -          | -          | -           | -          | -                 | -                 | -                 | -                 | -        | -      | -           | -          |
| A. Bruggink     | 27         | 5          | 3           | 1          | 1                 | 2                 | 0                 | 0                 | 28       | 7      | 3           | 1          |
| H. Hahne        | -          | -          | -           | -          | -                 | -                 | -                 | -                 | -        | -      | -           | -          |
| G. Krebs        | 10         | 0          | 0           | 0          | 1                 | 0                 | 1                 | 0                 | 11       | 0      | 1           | 0          |
| J. Krzynówek    | 14         | 2          | 0           | 0          | -                 | -                 | -                 | -                 | 14       | 2      | 0           | 0          |
| A. Lala         | 12         | 0          | 1           | 0          | 1                 | 0                 | 0                 | 0                 | 13       | 0      | 1           | 0          |
| K. Rausch       | 25         | 0          | 3           | 0          | 1                 | 0                 | 0                 | 0                 | 26       | 0      | 3           | 0          |
| J. Rosenthal    | 12         | 0          | 0           | 0          | 1                 | 0                 | 0                 | 0                 | 13       | 0      | 0           | 0          |
| M. Schmiedebach | -          | -          | -           | -          | -                 | -                 | -                 | -                 | -        | -      | -           | -          |
| B. Schulz       | 21         | 1          | 1           | 0          | 1                 | 0                 | 0                 | 0                 | 22       | 1      | 1           | 0          |
| S. Pinto        | 23         | 4          | 9           | 0          | 1                 | 0                 | 0                 | 0                 | 24       | 4      | 9           | 0          |
| C. Yankov       | 8          | 0          | 3           | 0          | 1                 | 0                 | 0                 | 0                 | 9        | 0      | 3           | 0          |
| S. Zizzo        | 5          | 0          | 0           | 0          | 1                 | 0                 | 0                 | 0                 | 6        | 0      | 0           | 0          |
| M. Forssell     | 30         | 7          | 0           | 0          | 1                 | 0                 | 0                 | 0                 | 31       | 7      | 0           | 0          |
| M. Hanke        | 25         | 4          | 1           | 0          | 2                 | 1                 | 0                 | 0                 | 27       | 5      | 1           | 0          |
| J. Schlaudraff  | 22         | 5          | 0           | 0          | 1                 | 1                 | 0                 | 0                 | 23       | 6      | 0           | 0          |
| J. Štajner      | 27         | 8          | 3           | 1          | 1                 | 0                 | 0                 | 0                 | 28       | 8      | 3           | 1          |
| F. Yiğituşağı   | 1          | 0          | 0           | 0          | 1                 | 0                 | 0                 | 0                 | 2        | 0      | 0           | 0          |
| S. Huszti       | 17         | 3          | 3           | 0          | 1                 | 0                 | 0                 | 0                 | 18       | 3      | 3           | 0          |